# Tiêu diệt nhân chứng (phim 1989)
Tiêu diệt nhân chứng là một bộ phim hành động Hồng Kông năm 1989 của đạo diễn Viên Hòa Bình với sự tham gia của Chân Tử Đan, Vương Mẫn Đức và Dương Lệ Thanh. Bộ phim được phát hành tại Hồng Kông vào ngày 21 tháng 7 năm 1989.
Bộ phim trên danh nghĩa là một phần của loạt phim In the Line of Duty và Yes, Madam! Tuy nhiên không liên quan đến nhau trừ việc cùng motip cảnh sát điều tra, phá án. Các tiêu đề thay thế của bộ phim này và các bộ phim khác trong loạt phim này có thể gây nhầm lẫn.

## Nội dung
Tại Seattle, các sĩ quan cảnh sát đang theo dõi một đường dây buôn bán ma túy từ Trung Quốc sang. Nữ cảnh sát Dương cùng đồng đội người Mỹ, Peter Wood theo dõi nhóm buôn bán ma túy đến một bến cảng. Dương đột nhập lên thuyền và bị phát hiện bởi một công nhân gốc Hong Kong tên là Lục. Dương nói dối mình là kẻ nhập cư bất hợp pháp và đề nghị Lục giúp. Lục đưa Dương về phòng mình và cho cô một số tiền rồi đề nghị cô rời đi. Ngay sau đó, Lục phát hiện Dương dùng bộ đàm liên lạc với Peter liền đuổi cô đi. Anh em tốt của Lục là Cầu Thiên Minh thua bạc bị mấy tên côn đồ bắt đến chỗ Lục nhằm ép Lục giả nợ cho Minh. Lục chiến đấu với đám côn đồ, bộc lộ võ công khá cao. Lúc Lục gặp nguy hiểm Dương cũng ra tay giúp Lục. Sau đó, Dương trả lại tiền cho Lục và rời đi.
Trong khi đó, cảnh sát Cường theo dõi đối tượng buôn bán ma túy tại bến cảng. Cường vô tình gặp bạn cũ của mình là cảnh sát Đức, trong khi hai người nói chuyện, Đức vô tình chắn tầm nhìn khiến Cường mất giấu đối tượng.
Peter đột nhập lên thuyền chụp lại được cảnh hai bên giao hàng. Chủ mưu của đường dây không ngờ lại là sĩ quan cao cấp xuất CIA, Robinson. Peter bị phát hiện và bị bắn chết. Trước đó, anh ta giao cuộn phim cho Lục, người tình cờ có mặt ở đó. Trong lúc bối rối, Lục làm rơi cuộn phim xuống biển. Lục dùng súng của Robinson bắn nhau với băng đảng buôn ma túy, nhưng sau đó chúng rút đi hết và cảnh sát ập tới. Lục bị tình nghi giết Peter nên bị đem về đồn cảnh sát để hỏi cung. Cường đang thẩm vấn Lục thì bị gọi ra ngoài. Viên cảnh sát mới cấp cao hơn đánh đập Lục nhằm ép cung. Lục đánh ngất cảnh sát đó và mặc quần áo của anh ta trốn thoát.
Lục đến chỗ Minh ẩn náu, quyết định bán thẻ xanh mà anh mất 7 năm phấn đấu có được để mua vé về Hồng Kong. Vài tay súng xông vào nhà Minh tìm kiếm Lục, Minh đẩy Lục chạy thoát còn mình ở lại chịu chết. Lục đau đớn chạy ra ngoài thì bị Dương và Cường đến bắt. Lục chạy thoát, Cường định nổ súng bắn Lục nhưng Dương ngăn cản lại. Hai người tranh cãi vì Cường tin rằng Lục là tội phạm còn Dương nói anh ta chỉ là kẻ tình nghi.
Trở về đồn cảnh sát, Cường được biết cấp trên đã giao vụ án cho Đức chỉ huy. Cường xin phép tiếp tục theo đuổi vụ án với tư cách cấp dưới của Đức, Đức cũng thuyết phục cấp trên đồng ý với Cường.
Cảnh sát nhận được tin Lục lên tàu về Hồng Kong bèn đi máy bay đến trước đón đầu Lục. Tại bến cảng, Lục bị Cường truy đuổi lần nữa. Cường dễ dàng đánh bại Lục, Lục cố gắng chạy trốn nhiều lần khiến Cường giận dữ khiêu khích Lục chạy rồi đánh anh ta. Dương nổi giận chĩa súng vào Cường, Cường gạt khẩu súng xuống biển nên Dương lao vào đánh nhau với Cường cho đến khi cảnh sát tới và can ngăn hai người.
Lục bị Dương và Đức áp giải về đồn. Trên xe Lục kể lại mọi chuyện nhưng không tiết lộ tin tức cuộn băng. Hai sát thủ tấn công xe, một tên đánh ngất lái xe cướp tay lái, một tên ném bom hơi gây mê vào xe. Chỉ mình Dương kịp nín thở, Dương lên nóc xe đánh nhau với sát thủ. Sau một hồi vật lộn, Dương phải buông tay nhảy khỏi xe.
Lục và Đức bị giam trong một hầm băng. Chúng tra tấn Lục để tra hỏi về cuộn băng. Lục biết nói thật chỉ có con đường chết nên cố gắng chịu đựng. Đức sau đó cởi được trói đánh ngất sát thủ cứu Lục. Đức đưa Lục vào một căn phòng và ủ ấm cho Lục. Tại đây, Đức thuyết phục Lục giao cuộn băng cho mình. Cảm động vì được Đức cứu, Lục đã định nói ra nhưng đúng lúc sát thủ tìm đến bọn họ phải ẩn nấp. Lục ngã từ ban công xuống lạc mất Đức. Lục sau đó tìm được một bộ đàm trong xe, Lục chỉnh sửa nó để liên lạc với đội của Dương đang đi tìm họ. Đức đi tìm Lục thì gặp mấy sát thủ, nhưng hoá ra anh ta là người của bọn chúng. Đức tìm được Lục và Lục thú nhận chuyện cuộn băng bị mất, nhưng Lục khẳng định mình nhớ mặt kẻ chủ mưu. Đức định bắn lén Lục nhưng đúng lúc Dương và cảnh sát tới, Đức chỉ kịp giấu khẩu súng đi.
Dương chuẩn bị áp giải Lục về Mỹ, Lục năn nỉ Dương cho anh gặp mẹ một lần. Dương đồng ý và cũng tháo còng cho anh ta để mẹ anh không lo lắng. Nhưng Cường xuất hiện lấy lý do làm theo nguyên tắc còng tay Dương và Lục với nhau. Dương và Lục cố gắng che giấu còng tay không cho mẹ Lục thấy. Nhưng mọi chuyện cũng bại lộ khi mẹ Lục muốn tặng Dương chiếc nhẫn.
Ba người rời khỏi nhà mẹ Lục, sát thủ Salvitti lái xe mô tô phóng tới bắn Lục bị thương nặng. Cường bảo Dương dẫn Lục đi trước còn anh ôm hình nộm giả làm Lục đánh lạc hướng sát Salvitti. Cường phục kích Salvitti và đánh bại hắn sau một trận đấu võ.
Lục được cứu sống ở bệnh viện nhưng vẫn hôn mê. Cường và Dương tranh cãi với nhau, Cường trách Dương quá tình cảm đưa Lục về nhà mới tạo cơ hội cho sát thủ, Dương trách Cường máu lạnh, vô tình. Nhưng khi cấp trên khiển trách Dương vì chuyện Lục bị thương, Cường đứng ra nhận trách nhiệm về mình khiến Dương cảm kích.
Cường thẩm vấn Salvitti cùng với Đức và Dương. Khi bị Salvitti chế nhạo, Cường nổi giận đánh anh ta. Đức lén giết Salvitti bằng một mũi kim tẩm thuốc giấu dưới giày rồi đổ tội cho Cường. Cường bị đình chỉ công tác và buộc về Mỹ nhưng lén lút quay lại. Đức mời Dương đi ăn tối, tạo điều kiện cho kẻ bán ma túy cài bom vào xe cô. Nhưng Dương thoát khỏi vụ nổ và đuổi theo kẻ bán ma túy, nhưng nữ vệ sĩ tóc vàng cứu được hắn ta và họ trốn thoát.
Dương trở lại bệnh viện, các sát thủ từ ngoài cửa sổ bắn Lục nhưng đó chỉ là hình nộm, cảnh sát đã sớm chuyển Lục vào một phòng bí mật. Dương đến phòng Lục trong khi anh ta vẫn đang hôn mê, sát thủ cầm kiếm Paul núp sau nữ y tá bất ngờ tiêm thuốc mê vào Dương và giết cảnh sát ở đó. Dương nửa tỉnh nửa mê nhưng vẫn cố gắng cứu Lục. Cường xuất hiện giết được Paul sau một trận chiến ngắn.
Cường và Dương bí mật đưa Lục đến nhà thờ ẩn náu. Cường giải thích lý do mình quay lại vì anh nghi ngờ trong lực lượng có nội gián. Dương vạch trần Cường đã nghi ngờ Đức nhưng tự lừa mình vì Đức là bạn Cường. Lục sau đó cũng tỉnh lại và kể lại mọi chuyện với hai người.
Dương trở lại đồn cảnh sát thì bị cấp trên ra lệnh giao Lục cho Đức. Dương lừa Đức và cảnh sát tấn công vào phòng thí nghiệm của đám buôn ma túy, nói dối là Lục ở đó. Cuộc đấu súng diễn ra, Dương đuổi theo thủ lĩnh của nhóm bán ma túy và giết chết hắn. Nữ vệ sĩ tóc vàng tấn công cô, cả hai có một cuộc chiến ác liệt trên toà nhà cao tầng. Sau đó nữ vệ sĩ rơi xuống chết dù Dương cố gắng cứu cô ta.
Hậu quả của việc đó là Dương cũng bị đình chỉ công tác. Cô đến nhà mẹ Lục, nhưng đụng phải 2 sát thủ tại đó. Hai sát thủ rời đi khi cảnh sát tới. Sĩ quan cảnh sát tuyên bố bắt Dương về điều tra, Dương đánh ngã anh ta rồi chạy thoát.
Trong khi đó tại nhà thờ, Lục cố gắng mô tả kẻ chủ mưu bán ma túy cho Cường vẽ lại, nhưng sau đó Lục nhận ra ông Robinson trong một tờ báo. Cường mang tờ báo đến đối chất với Đức và lén ghi âm lại. Đức cũng thừa nhận mình và Robinson bán ma túy để quyên góp cho quân đội Hoa Kỳ. Đức đề nghị Cường cùnh tham gia nhưng bị từ chối. Hai người lao vào đánh nhau, Đức dùng mũi kim ở dưới giày tấn công Cường, Cường giật được giày của Đức và đoán ra Salvitti đã bị Đức giết bằng mũi kim đó. Đức dùng súng bắn Cường rơi từ tầng hai xuống, Cường thoát chết nhờ viên đạn trúng máy ghi âm, cuộn băng ghi âm cũng đã bị hỏng nhưng Đức không biết điều đó, ra lệnh cho hai sát thủ lái mô tô giết Cường và lấy lại cuộn băng. Cường hạ gục một trong hai tên, cướp xe mô tô rồi cùng tên sát thủ còn lại rượt đuổi lẫn nhau. Cuối cùng sát thủ chạy thoát, Cường quay lại nhà Đức thì Đức đã gọi cảnh sát đến bắt Cường. Dương cũng xuất hiện gọi Cường cùng chạy trốn. Hai người bị cảnh sát trưởng Hồng Kong phát hiện trốn trong cốp xe, nhưng ông đã im lặng thả họ đi.
Trở lại nhà thờ, Lục nghe tin mẹ mình đã bị bắt cóc muốn đi liều mạng. Dương nghĩ kế bảo Lục gọi cho Đức đề nghị trao đổi cuộn băng ghi âm với mẹ Lục. Ba người đến điểm hẹn gặp Đức và đồng bọn. Cường đưa cuộn băng cho Đức, Đức nói rằng thực ra cuộn băng không thể làm bằng chứng, mục đích của hắn là tiêu diệt nhân chứng là bọn họ. Đức rút súng định bắn nhưng Dương lôi ra điều khiển, cuộn băng mà Đức cầm thực ra là một quả bom nhỏ. Dương ép Đức tháo đạn bỏ súng xuống. Lục yêu cầu thả mẹ mình ra, bọn họ cho Lục thấy mẹ anh đang bị treo ngoài cửa sổ. Lục lao tới nhưng không ngờ cửa sổ có điện khiến anh bị điện giật. Nhân cơ hội đó, Đức ném quả bom đi và lao vào tấn công họ. Một trận chiến giữa hai phe diễn ra, trong khi Cường cầm chân Đức, Dương lần lượt hạ mấy tên sát thủ. Sau đó Dương quay ra đấu với Đức để Cường chạy lên ban công định cứu mẹ Lục. Nhưng tại ban công, Cường đụng phải sát thủ da đen cơ bắp và có một trận chiến ác liệt. Lục phá được cửa sổ cứu mẹ rồi phối hợp với Dương đánh Đức. Mẹ Lục lắp đạn vào súng chĩa vào đầu Đức nhưng Đức gạt được khẩu súng đi. Dương nhặt được súng nhưng Đức nhặt được quả bom cùng điều khiển và bắt Lục làm con tin. Dương bắn trúng tay cầm điều khiển của Đức, Lục cùng Dương đá Đức rơi từ trên cao xuống chết. Cường sau khi đánh bại sát thủ tiến vào, ngậm ngùi che mặt cho người bạn cũ. Đoạn chữ cuối phim cho biết Robinson đã bị bắt, Cường thành đội trưởng tiếp tục theo đuổi vụ án.

## Diễn viên
- Chân Tử Đan trong vai Đại úy Donnie/Cường
- Vương Mẫn Đức trong vai Đội trưởng Michael/Đức
- Dương Lệ Thanh trong vai Rachel/Dương
- Viên Nhật Sơ trong vai Lục
- Lisa Chiao trong vai mẹ của Lục
- Liêu Khải Trí trong vai Minh
- Paul Wong trong vai sát thủ bệnh viện
- Fairlie Ruth Kordick trong vai nữ vệ sĩ tóc vàng
- Jim James là sĩ quan John